# Pelabuhan Ratu
Pelabuhan Ratu is een subdistrict in Sukabumi, provincie West-Java, Indonesië. De hoofdplaats is Pelabuhanratu, ongeveer 3 1/2 uur met de auto ten zuiden van de hoofdstad van Indonesië, Jakarta. De inwoners van Jakarta en Bandung komen hier graag om hun weekend hier te verpozen en het stadsrumoer te ontvluchten. Pelabuhan Ratu ligt in een baai die de vorm van hoefijzer heeft. Deze baai heette in de Nederlands-Indische periode Wijnkoopsbaai.
Dit is het gebied van de Zuidzee Godin Ratu Kidul of Nyai Loro Kidul, wat de letterlijke naam is van Pelabuhan Ratu (Haven van de Koningin). Zij was volgens de legende een hemelschone prinses die bewerkt werd door zwarte magie en melaatsheid kreeg. Vertwijfeld zocht zij het verre Zuiden van Java op dat in een bijna ondoordringbaar en woest gebied bevond en de Zeegod aanriep. Bij Karang Hawu, dat 14 kilometer naar het westen ligt, wierp zij zich wanhopig in de ziedende golven en verdween in de Indische Oceaan. Hier werd zij gekroond tot de "Koningin van Demonen, Geesten en Alle Duistere Creaturen van de Onderwereld". Alwaar zij nog immer heerst en af en toe verschijnt aan aardlingen, of arme vissers helpt bij stormachtig weer, of badgasten die groen in hun kleding hebben naar de diepte sleurt. Groen is namelijk de lievelingskleur die haar speciaal wordt toegewijd, vertelt de lokale bevolking.
Zwemmen wordt deshalve in het algemeen afgeraden, ondanks het mooie zwarte zandstrand. De getijdestromingen zijn enorm verraderlijk en het volksgeloof schrijft elk verdrinkingsgeval direct toe aan de Nyai Loro Kidul en stemmen haar elk jaar gunstig in de maand april.
Het subdistrict kent de plaatsen Citarik, Pelabuhanratu, Citepus, Cibodas, Buniwangi, Cikadu, Pasirsuren, Tonjong.